# Xalteno
Xalteno är en ort i Mexiko.   Den ligger i kommunen Hueytamalco och delstaten Puebla, i den sydöstra delen av landet, 200 km öster om huvudstaden Mexico City. Xalteno ligger 854 meter över havet och antalet invånare är 102.
Terrängen runt Xalteno är huvudsakligen kuperad, men västerut är den bergig. Runt Xalteno är det ganska tätbefolkat, med 160 invånare per kvadratkilometer. Närmaste större samhälle är Teziutlan, 14,7 km sydväst om Xalteno. I omgivningarna runt Xalteno växer i huvudsak städsegrön lövskog.